# Vasilijus Matuševas
Vasilijus Matuševas (18. října 1945 Žagarinė – 24. října 1989 Vilnius) byl litevský volejbalista reprezentující Sovětský svaz. Se sovětskou volejbalovou reprezentací získal zlatou medaili na olympijských hrách v Mexiku roku 1968. Získal s ní též bronz na Světovém poháru o rok později. Má též stříbro z Univerziády 1970. Reprezentoval v letech 1967-1971. Roku 1968 získal titul Zasloužilý mistr sportu SSSR. V sovětské lize hrál za kluby Dinamo Vilnius (Dnes Žalgiris), Burevěstnik Charkov (1966-1973) a Lokomotiv Charkov (1973-1974). V roce 1974 vystudoval Charkovský pedagogický institut. V letech 1974-1989 byl pak trenérem volejbalového týmu Kuro Apparatus Vilnius, první dva roky byl trenérem hrajícím.